# 桂冠獎

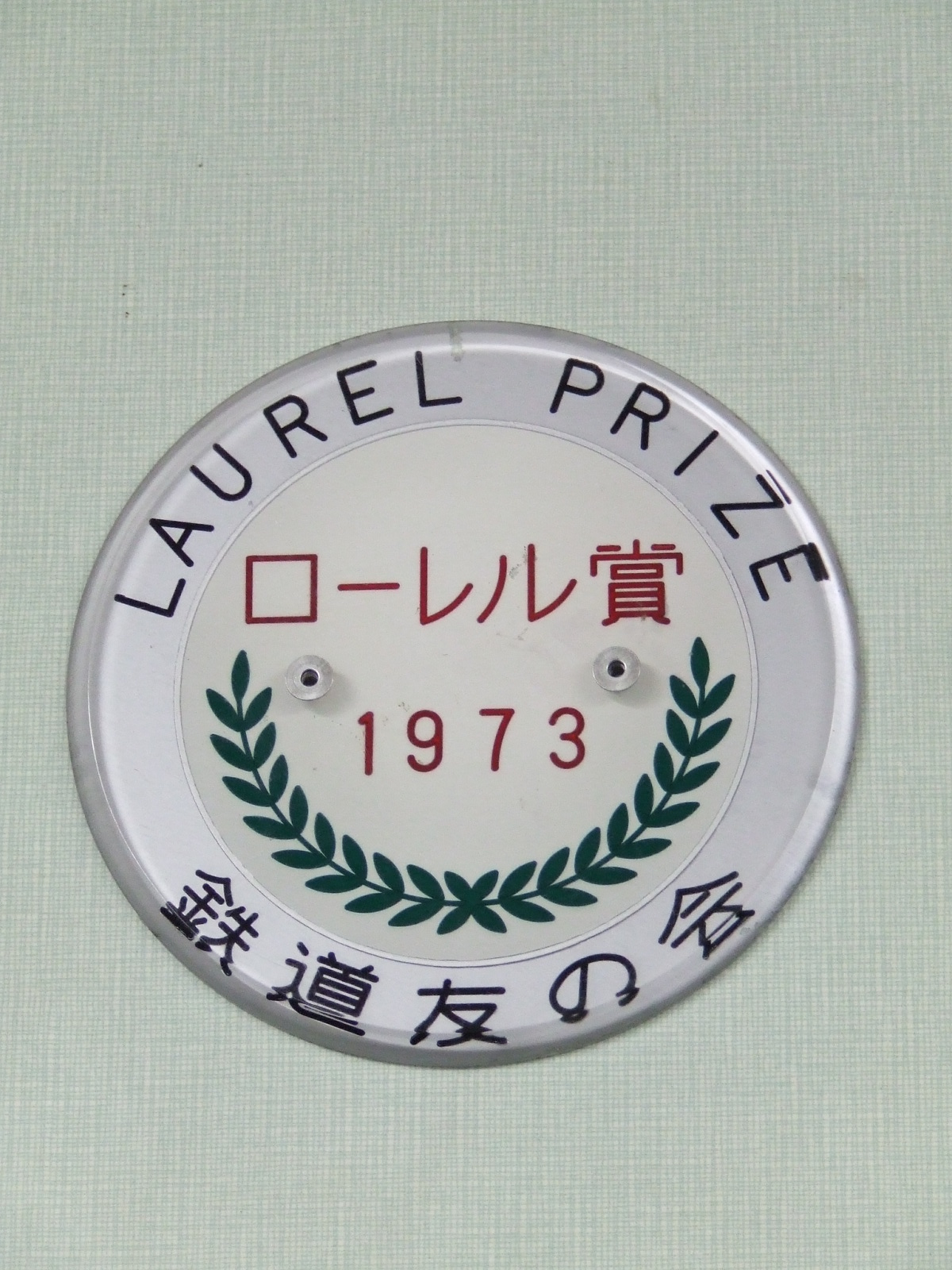
第13屆桂冠獎銘牌（攝於小田急9000型車廂內）

桂冠獎（日语：ローレル賞）是日本鐵道友之會自1961年起每年對鐵路車輛頒發的獎項。得主由鐵道友之會會員組成的遴選委員會選出，以表揚前一年使用優秀技術和設計新製的鐵路車輛。
在此以前，鐵道友之會於1958年設立由會員投票選出的藍絲帶獎。但因為會員偏向投給大型業者所營運較有名的特急型車輛，所以於1961年另設桂冠獎，同樣由會員投票選出，讓通勤型車輛也有一定的得獎機會。踏入1970年代，原有的特急型車輛以「通勤特急」的名義服務通勤路線，令通勤型車輛的定義逐漸模糊。因此，鐵道友之會於1974年再次改制，取消桂冠獎只限通勤型車輛的限制，並改由遴選委員會決定的現制，使得一些中小型鐵路業者營運的車輛也可入選。
無論是舊制和新制，均曾出現無車輛獲選桂冠獎的情況（1968年、2004年和2013年，請參閱得獎名單）。而獎項設立以來，最多車輛獲獎的年份是2006年，共有4個型號的車輛獲獎。

## 得獎車輛決定流程
桂冠獎的候選名單和藍絲帶獎相同。在選出藍絲帶獎得獎車輛後，遴選委員會於落選者中挑選桂冠獎的得主，數量不限。和會員投票的取向不同，遴選委員會挑選桂冠獎得獎車輛均以技術為評核重點。遴選委員會會挑選使用優秀技術和設計（特別是使用最新技術）的車輛成為桂冠獎的得主。

## 得獎車輛列表
- 車輛所屬公司的名稱均是當時的稱呼。

### 1961年至1979年
| 屆次（年份）     | 鐵路公司           | 選定車輛             | 綽號         | 備註 |
| ---------------- | ------------------ | -------------------- | ------------ | ---- |
| 第1屆（1961年）  | 京阪神急行電鐵     | 2000系電力動車組     | 「Auto Car」 |      |
| 第1屆（1961年）  | 京阪神急行電鐵     | 2300系電力動車組     | 「Auto Car」 |      |
| 第2屆（1962年）  | 日本國有鐵道       | 401、421系電力動車組 |              |      |
| 第3屆（1963年）  | 京王帝都電鐵       | 3000系電力動車組     |              |      |
| 第4屆（1964年）  | 京王帝都電鐵       | 5000系電力動車組     |              |      |
| 第5屆（1965年）  | 山陽電氣鐵道       | 3000系電力動車組     |              |      |
| 第6屆（1966年）  | 札幌市交通局       | A830型電車           |              |      |
| 第7屆（1967年）  | 長野電鐵           | 0系電力動車組        | 「OS Car」   |      |
| 第8屆（1968年）  | －                 | 無當選車輛           |              |      |
| 第9屆（1969年）  | 東京都交通局       | 6000系電力動車組     |              |      |
| 第10屆（1970年） | 大阪市交通局       | 60系電力動車組       |              |      |
| 第11屆（1971年） | 名古屋鐵道         | モ600型電車          |              |      |
| 第12屆（1972年） | 帝都高速度交通營團 | 6000系電力動車組     |              |      |
| 第13屆（1973年） | 小田急電鐵         | 9000型電力動車組     |              |      |
| 第14屆（1974年） | 西日本鐵道         | 2000型電力動車組     |              |      |
| 第15屆（1975年） | 日本國有鐵道       | 24系25形客車         |              |      |
| 第15屆（1975年） | 黑部峽谷鐵道       | EH型電力機車         |              |      |
| 第16屆（1976年） | 日本國有鐵道       | キハ66系柴油動車組   |              |      |
| 第16屆（1976年） | 東京急行電鐵       | 8500系電力動車組     |              |      |
| 第16屆（1976年） | 富士急行           | 5000型電力動車組     |              |      |
| 第17屆（1977年） | 上信電鐵           | 1000系電力動車組     |              |      |
| 第17屆（1977年） | 札幌市交通局       | 6000型電力動車組     |              |      |
| 第18屆（1978年） | 東京都交通局       | 新7000型電車         |              |      |
| 第18屆（1978年） | 神戶市交通局       | 1000型電力動車組     |              |      |
| 第19屆（1979年） | 京濱急行電鐵       | 800型電力動車組      |              |      |
| 第19屆（1979年） | 日本國有鐵道       | 50系客車             |              |      |

### 1980年至1999年
| 屆次（年份）     | 鐵路公司            | 選定車輛              | 綽號                   | 備註                     |
| ---------------- | ------------------- | --------------------- | ---------------------- | ------------------------ |
| 第20屆（1980年） | 名古屋鐵道          | 100系電力動車組       |                        |                          |
| 第20屆（1980年） | 北總開發鐵道        | 7000型電力動車組      |                        |                          |
| 第20屆（1980年） | 富山地方鐵道        | 14760型電力動車組     |                        |                          |
| 第21屆（1981年） | 日本國有鐵道        | 117系電力動車組       |                        |                          |
| 第21屆（1981年） | 長崎電氣軌道        | 2000型電車            |                        |                          |
| 第22屆（1982年） | 福岡市交通局        | 1000系電力動車組      |                        |                          |
| 第23屆（1983年） | 日本國有鐵道        | 200系新幹線電聯車     |                        |                          |
| 第23屆（1983年） | 熊本市交通局        | 8200型電車            |                        |                          |
| 第24屆（1984年） | 京阪電氣鐵道        | 6000系電力動車組      |                        |                          |
| 第25屆（1985年） | 帝都高速度交通營團  | 01系電力動車組        |                        |                          |
| 第25屆（1985年） | 樽見鐵道            | ハイモ180型柴油動車組 |                        |                          |
| 第26屆（1986年） | 南海電氣鐵道        | 10000系電力動車組     |                        |                          |
| 第26屆（1986年） | 日本國有鐵道        | 100系新幹線電力動車組 |                        |                          |
| 第27屆（1987年） | 北大阪急行電鐵      | 8000型電力動車組      |                        |                          |
| 第27屆（1987年） | 近畿日本鐵道        | 7000系電力動車組      |                        |                          |
| 第27屆（1987年） | 日本國有鐵道        | キハ185系柴油動車組   |                        | 當選時是四國旅客鐵道     |
| 第28屆（1988年） | 仙台市交通局        | 1000系電力動車組      |                        |                          |
| 第29屆（1989年） | 九州旅客鐵道        | 783系電力動車組       | 「Hyper Saloon」       |                          |
| 第30屆（1990年） | 西日本旅客鐵道      | 221系電力動車組       |                        |                          |
| 第30屆（1990年） | 四国旅客鐵道        | 2000系柴油動車組      | 「TSE」（限定試作車）  |                          |
| 第31屆（1991年） | 東日本旅客鐵道      | 251系電力動車組       |                        |                          |
| 第31屆（1991年） | 大阪市交通局        | 70系電力動車組        |                        |                          |
| 第32屆（1992年） | 東日本旅客鐵道      | 253系電力動車組       |                        |                          |
| 第32屆（1992年） | 九州旅客鐵道        | 200系柴油動車組       |                        |                          |
| 第33屆（1993年） | 東海旅客鐵道        | 300系新幹線電力動車組 |                        |                          |
| 第33屆（1993年） | 日本貨物鐵道        | EF200型電力機車       |                        |                          |
| 第34屆（1994年） | 日本貨物鐵道        | DF200型柴油機車       | 「Eco-Power RED BEAR」 |                          |
| 第35屆（1995年） | 北海道旅客鐵道      | キハ281系柴油動車組   | 「HEAT 281」           | 現在愛稱是「FURICO 281」 |
| 第36屆（1996年） | 東海旅客鐵道        | 383系電力動車組       |                        |                          |
| 第36屆（1996年） | 日本貨物鐵道        | コキ71型貨車          | 「CAR RACK Sistem」    |                          |
| 第37屆（1997年） | 北海道旅客鐵道      | 731系電力動車組       |                        |                          |
| 第38屆（1998年） | 熊本市交通局        | 9700型電車            |                        |                          |
| 第38屆（1998年） | 叡山電鐵            | 900型電車             | 「」                   |                          |
| 第38屆（1998年） | 近畿日本鐵道        | 5800系電力動車組      | 「L/C Car」            |                          |
| 第39回（1999年） | 廣島SkyRail Service | SkyRail Service200型  |                        |                          |

### 2000年至2019年
| 屆次（年份）     | 鐵路公司                    | 選定車輛                              | 綽號                | 備註                           |
| ---------------- | --------------------------- | ------------------------------------- | ------------------- | ------------------------------ |
| 第40屆（2000年） | 廣島電鐵                    | 5000型電車                            | 「GREEN MOVER」     |                                |
| 第40屆（2000年） | 東海旅客鐵道                | 700系新幹線電聯車                     |                     | 西日本旅客鐵道共同開發         |
| 第40屆（2000年） | 東日本旅客鐵道              | E231系電力動車組                      |                     | 選定当時名稱是「209系950番台」 |
| 第41屆（2001年） | 名古屋鐵道                  | モ800型電車                           |                     |                                |
| 第41屆（2001年） | 近畿日本鐵道                | 3220系電力動車組                      | 「Series-21」       |                                |
| 第41屆（2001年） | 近畿日本鐵道                | 5820系電力動車組                      | 「Series-21」       |                                |
| 第41屆（2001年） | 近畿日本鐵道                | 9020系電力動車組                      | 「Series-21」       |                                |
| 第42屆（2002年） | 西日本旅客鐵道              | キハ187系柴油動車組                   |                     |                                |
| 第43屆（2003年） | 岡山電氣軌道                | 9200型電車                            | 「MOMO」            |                                |
| 第43屆（2003年） | 鹿兒島市交通局              | 1000型電車                            | 「」                |                                |
| 第44屆（2004年） | －                          | 無當選車輛                            |                     |                                |
| 第45屆（2005年） | 九州旅客鐵道                | 800系電聯車                           | 「」                |                                |
| 第45屆（2005年） | 長崎電氣軌道                | 3000型電車                            |                     |                                |
| 第46屆（2006年） | 名古屋鐵道                  | 2000系電力動車組                      | 「μSky」            |                                |
| 第46屆（2006年） | 愛知高速交通                | 100型電力動車組                       | 「Linimo」          |                                |
| 第46屆（2006年） | 廣島電鐵                    | 5100型電車                            | 「Green mover max」 |                                |
| 第46屆（2006年） | 福岡市交通局                | 3000系電力動車組                      |                     |                                |
| 第47屆（2007年） | 東日本旅客鐵道              | E233系電力動車組                      |                     |                                |
| 第47屆（2007年） | 西日本鐵道                  | 3000型電力動車組                      |                     |                                |
| 第48屆（2008年） | 東日本旅客鐵道 仙台機場鐵道 | E721系電力動車組、 SAT721系電力動車組 |                     | 共通設計的同型車輌             |
| 第48屆（2008年） | 東日本旅客鐵道              | キハE200型柴油動車組                  |                     |                                |
| 第49屆（2009年） | 豐橋鐵道                    | T1000型電車                           | 「」                |                                |
| 第49屆（2009年） | 京阪電氣鐵道                | 3000系電力動車組                      | 「Comfort Saloon」  |                                |
| 第50屆（2010年） | 近畿日本鐵道                | 22600系電力動車組                     | 「Ace」             |                                |
| 第51屆（2011年） | 東京地下鐵                  | 16000系電力動車組                     |                     |                                |
| 第52屆（2012年） | 日本货物鐵道                | HD300型混合动力机车                   |                     | 选定試作機车900番台            |
| 第53屆（2013年） | －                          | 無當選車輛                            |                     |                                |
| 第54屆（2014年） | 福井鐵道                    | F1000型電力動車組                     | 「FUKURAM」         |                                |
| 第54屆（2014年） | 東日本旅客鐵道              | E6系電力動車組                        | 「」                | 目前被稱為「」                 |
| 第55屆（2015年） | 東日本旅客鐵道              | EV-E301系電聯車                       | 「ACCUM」           |                                |
| 第55屆（2015年） | 箱根登山鐵道                | 3000型電聯車                          | 「」                |                                |
| 第56屆（2016年） | 東日本旅客鐵道              | HB-E210系柴聯車                       |                     |                                |
| 第56屆（2016年） | 四日市Asunarou鐵道          | 新260系電聯車                         |                     |                                |
| 第57屆（2017年） | 東日本旅客鐵道              | E235系電聯車                          |                     |                                |
| 第57屆（2017年） | 越後心跳鐵道                | ET122型1000番台柴聯車                 | 「」                |                                |
| 第57屆（2017年） | 靜岡鐵道                    | A3000型電聯車                         |                     |                                |
| 第58屆（2018年） | 東日本旅客鐵道              | E353系電聯車                          | 「」                | 目前被稱為「」                 |
| 第58屆（2018年） | 東武鐵道                    | 500系電聯車                           |                     |                                |
| 第58屆（2018年） | 鹿兒島市交通局              | 7500型電車                            |                     |                                |
| 第59屆（2019年） | 相模鐵道                    | 20000系電聯車                         |                     |                                |
| 第59屆（2019年） | 叡山電鐵                    | 730型電聯車                           | 「」                |                                |

### 2020年～
| 屆次（年份）     | 鐵路公司           | 選定車輛                | 綽號 | 備註                                                                        |
| ---------------- | ------------------ | ----------------------- | ---- | --------------------------------------------------------------------------- |
| 第60屆（2020年） | 四国旅客鐵道       | 2700系柴油動車組        |      |                                                                             |
| 第61屆（2021年） | 東日本旅客鐵道     | E261系電聯車            | 「」 |                                                                             |
| 第61屆（2021年） | 東海旅客鐵道       | 新幹線N700S系電聯車     |      |                                                                             |
| 第62屆（2022年） | 東京地下鐵         | 17000系電車 18000系電車 |      |                                                                             |
| 第62屆（2022年） | 京阪電氣鐵道       | 3850形電車              | 「」 | 3000系電車（第2代，2009年第49回選定）之新造中間車（收費座席指定特別車）入選 |
| 第63屆（2023年） | 京都市交通局       | 20系電聯車              |      |                                                                             |
| 第64屆（2024年） | 宇都宮輕軌         | HU300形電聯車           | 「」 |                                                                             |
| 第64屆（2024年） | 大阪市高速電氣軌道 | 400系電聯車             |      |                                                                             |
| 第65屆（2025年） | 近畿日本鐵道       | 8A系電聯車              |      |                                                                             |
| 第65屆（2025年） | 福岡市交通局       | 4000系電聯車            |      |                                                                             |

## 外部連結
- （日語） 鐵道友之會 （页面存档备份，存于）